# Apamea hirticornis
Apamea hirticornis là một loài bướm đêm trong họ Noctuidae.